# Riu Ussuri

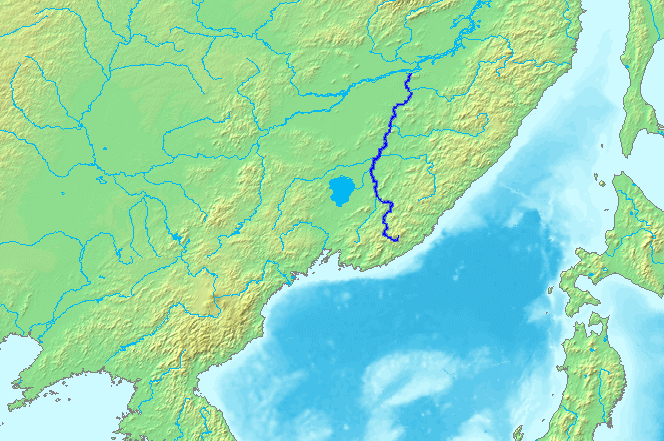
Situació del riu Ussuri

El riu Ussuri és un riu a l'est de la Manxúria interior (nord-est de la Xina) i al sud de la Manxúria exterior (Extrem orient rus). Neix a la serralada Sikhoté-Alín flueix cap al nord i forma part de la frontera xino-russa segons la Convenció de Pequín de 1860, fins que s'uneix al riu Amur a Khabàrovsk (48° 26′ N, 134° 59′ E / 48.433°N,134.983°E). Té aproximadament 897 km de llargada amb una conca de drenatge de 193.000 km² La descàrrega mitjana és de 1.150 m³/s. Hi ha hagut moltes inundacions catastròfiques. Es glaça de novembre a abril.
Afluents principals del riu Ussuri són:
- Muling (esquerra)
- Naoli (esquerra)
- Songacha (esquerra)
- Arsenyevka (esquerra)
- Bikin (dreta)
- Khor (dreta)
- Bolshaya Ussurka (dreta)